# Henne Stationsby
Henne Stationsby er en by i Sydvestjylland med 208 indbyggere i byområdet (2023), beliggende i Henne Sogn. Bebyggelsen ligger i Varde Kommune og tilhører Region Syddanmark.
Henne Stationsby ligger i Henne Sogn og er vokset op som stationsby på jernbanestrækningen Varde-Nørre Nebel. Henne station blev tegnet af arkitekt Heinrich Wenck. Der findes en produktionsskole for unge mennesker (16-25 år) i landsbyen.
Fra stationsbyen er der 9 kilometer til badestedet Henne Strand, 9 til Nørre Nebel og 16 til Varde.
Jernbaneforbindelse fra Varde til Nørre Nebel blev oprettet i 1903. Der blev imidlertid oprettet stoppesteder med ret små mellemrum, så konkurrencen om at blive en oplandscenter var tæt, og det blev det nærliggende Outrup, der vandt. I mellemkrigstiden havde Henne dog kro, vindmølle, telefonstation og forsamlingshus. I nyere tid udvikledes et mindre boligområde omkring vejkrydset nord for stationen.

## Indbyggertal
| År   | Indbyggere |
| ---- | ---------- |
| 2006 | 201        |
| 2007 | 202        |
| 2008 | 216        |